# 니라이카나이
니라이카나이(ニライカナイ)는 오키나와현과 아아미군도 각지에서 전승되는 별세계 개념 중 하나다. 아마미에서는 네리야카나야(ネリヤカナヤ)라고도 불린다. 오키나와현과 아마미군도 각지에서 전통민간신앙의 주요 요소다.
아득히 먼 동쪽(진사[辰巳]방각) 바다 저편, 혹은 바다 밑바닥에 있다고 여겨진다.
풍요와 생명의 원천이며, 신계이기도 하다. 연초에 니라이카나이에서 신들이 찾아와서 지상에 풍요를 가져왔다가 연말이 되면 다시 돌아간다고 한다. 또한 산 자의 넋도 니라이키나이에서 왔다가 죽으면 니라이카나이로 돌아간다고 여겨진다. 류큐에서는 망자의 넋이 사후 7대에 걸쳐 친족의 수호신을 한다는 개념이 있었고, 내세인 니라이카나이는 조상령이 수호신으로 거듭나는 곳, 즉 조영신(祖霊神)이 만들어지는 곳이기도 했다. 
니라이카나이는 이렇게 복합적인 관념을 가진 낙토(樂土)이지만, 동시에 일본 본토의 상세국(토코요노쿠니) 신화와 매우 유사하다. 야나기타 쿠니오는 니라이카나이를 일본 신화의 뿌리 나라(네노쿠니)와 동일시했다.
류큐에서는 또다른 별세계 개념으로, 권위를 수호하는 신들의 신계인 오보츠카구라(オボツカグラ)가 있다. 신앙에서의 별세계 개념을 수평표상과 수직표상으로 논한 오리쿠치 시노부는 니라이카나이를 수평 별세계, 오보츠카구라를 수직 별세계로 개념화했다.